# Blanchard (Idaho)
Blanchard è un centro abitato e un census-designated place (CDP) degli Stati Uniti d'America, situato nella contea di Bonner, nello Stato dell'Idaho.